# Malcolm Atterbury
Pour les articles homonymes, voir Atterbury.
Malcolm Atterbury est un acteur américain, né le 20 février 1907 à Philadelphie, en Pennsylvanie, et mort le 16 août 1992 (85 ans) à Beverly Hills, en Californie (États-Unis).

## Biographie
Malcolm Atterbury a vu le jour dans une famille aisée : son père était en effet le président d'une usine d'automobiles, mais lui ne se destinait pas à reprendre les affaires familiales et avait toujours voulu être acteur. Il a enchaîné les rôles radiophoniques, est passé par le vaudeville, le théâtre, le cinéma et la télévision. Il arrête sa carrière en 1973.

## Famille
Malcolm Atterbury a été marié avec la même épouse (dont il a eu un fils) jusqu'à sa mort, de vieillesse dans sa maison de Californie. Sa femme est morte deux ans plus tard, elle était née en 1915. Leur fils, né en 1941, est mort en 2006.

## Filmographie

### Cinéma
- 1954 : La police est sur les dents (en) (Dragnet) de Jack Webb : Lee Reinhard
- 1955 : L'Homme qui n'a pas d'étoile (Man without a Star), de King Vidor : Fancy Joe Toole
- 1955 : Les Années sauvages (The Rawhide Years) de Rudolph Maté : Luke the Paymaster
- 1956 : Silent Fear d'Edward L. Cahn : Dr Vernon
- 1956 : The Lone Ranger de Stuart Heisler : Phineas Tripp (storekeeper)
- 1956 : The Steel Jungle de Walter Doniger : Mailman
- 1956 : Immortel Amour de Rudolph Maté : Special Delivery Man
- 1956 : L'inconnu du ranch (Stranger at My Door) de William Witney : Rev. Hastings
- 1956 : A Day of Fury de Harmon Jones
- 1956 : Face au crime (Crime in the Streets) de Don Siegel : Mr McAllister
- 1956 : Guet-apens chez les Sioux (Dakota incident) de Lewis R. Foster : Bartender / Desk Clerk
- 1956 : Au cœur de la tempête (Storm Center) de Daniel Taradash : Frank
- 1956 : Johnny Concho de Don McGuire : Milo, Mail Dispatcher
- 1956 : Je reviens de l'enfer (Toward the Unknown) de Mervyn LeRoy : Hank, Airplane Mechanic
- 1956 : Reprisal! de George Sherman : Luther Creel
- 1956 : Slander de Roy Rowland : Byron
- 1957 : Meurtrière ambition (Crime of Passion) de Gerd Oswald : Police Officer Spitz
- 1957 : L'Otage du gang (en) (Hot Summer Night) de David Friedkin : Newspaper Man on Street
- 1957 : Fury at Showdown (en) de Gerd Oswald : Norris
- 1957 : Les Griffes du loup-garou (I Was a Teenage Werewolf) de Gene Fowler Jr. : Charles Rivers
- 1957 : Valerie de Gerd Oswald : Sheriff
- 1957 : Blood of Dracula (en) de Herbert L. Strock : Lt. Dunlap
- 1957 : The Dalton Girls (en) de Reginald Le Borg : Mr Sewell, the Bank Manager
- 1958 : The High Cost of Loving de José Ferrer : Harry Lessing
- 1958 : Deux farfelus au régiment (No Time for Sergeants) de Mervyn LeRoy : Bus driver carrying applicants
- 1958 : La Fureur des hommes (From Hell to Texas) d'Henry Hathaway : Hotel Clerk
- 1958 : How to Make a Monster d'Herbert L. Strock : Security Guard Richards
- 1958 : Badman's Country de Fred F. Sears : Buffalo Bill Cody
- 1959 : High School Big Shot (en) de Joel Rapp (en) : Mr Grant
- 1959 : Rio Bravo d'Howard Hawks : Jake (stage driver)
- 1959 : La Mort aux trousses (North by Northwest) d'Alfred Hitchcock : Man at Prairie Crossing
- 1959 : Blue-jeans (en) (Blue Denim) de Philip Dunne : Marriage License Clerk
- 1960 : Le Diable dans la peau (Hell Bent for Leather) de George Sherman : Gamble
- 1960 : Le Fleuve sauvage (Wild River) d'Elia Kazan : Sy Moore
- 1960 : Du haut de la terrasse (From the Terrace) de Mark Robson : George Fry
- 1961 : Été et Fumées (Summer and Smoke) de Peter Glenville : Rev. Winemiller
- 1962 : Tempête à Washington (Advise & Consent) d'Otto Preminger : Senator Tom August
- 1963 : Les Oiseaux (The Birds) d'Alfred Hitchcock : Deputy Al Malone
- 1963 : Les Ranchers du Wyoming (Cattle King) de Tay Garnett : Abe Clevenger (Homesteader)
- 1964 : Sept Jours en mai (Seven Days in May) de John Frankenheimer : Horace, the president's physician
- 1966 : La Poursuite impitoyable (The Chase) d’Arthur Penn : Mr Reeves
- 1966 : Hawaï (Hawaii), de George Roy Hill : Gideon Hale
- 1967 : The Mystery of the Chinese Junk de Larry Peerce : Clams Daggett
- 1969 : Les Sentiers de la violence (The Learning Tree) de Gordon Parks : Silas Newhall
- 1973 : L'Empereur du Nord (Emperor of the North Pole), de Robert Aldrich : Hogger

### Télévision
- 1959 : The Twilight Zone : Mr. Henry Fate (saison 1 épisode 3)
- 1974 : Apple's Way (en) (série TV) : Grandfather Aldon
- 1973 : Thicker Than Water (en) (série TV) : Jonas Paine
- 1980 : La Petite Maison dans la prairie (Little House on the Prairie) (série TV) : Brewster Davenport (saison 6, épisode 13 : La révolte (The Angry Heart))